# Ashton Keynes
Ashton Keynes è un villaggio e una parrocchia civile della contea del Wiltshire, al confine col Gloucestershire a breve distanza da Cirencester e da Cricklade nel Sud Ovest dell'Inghilterra, Regno Unito.

## Geografia

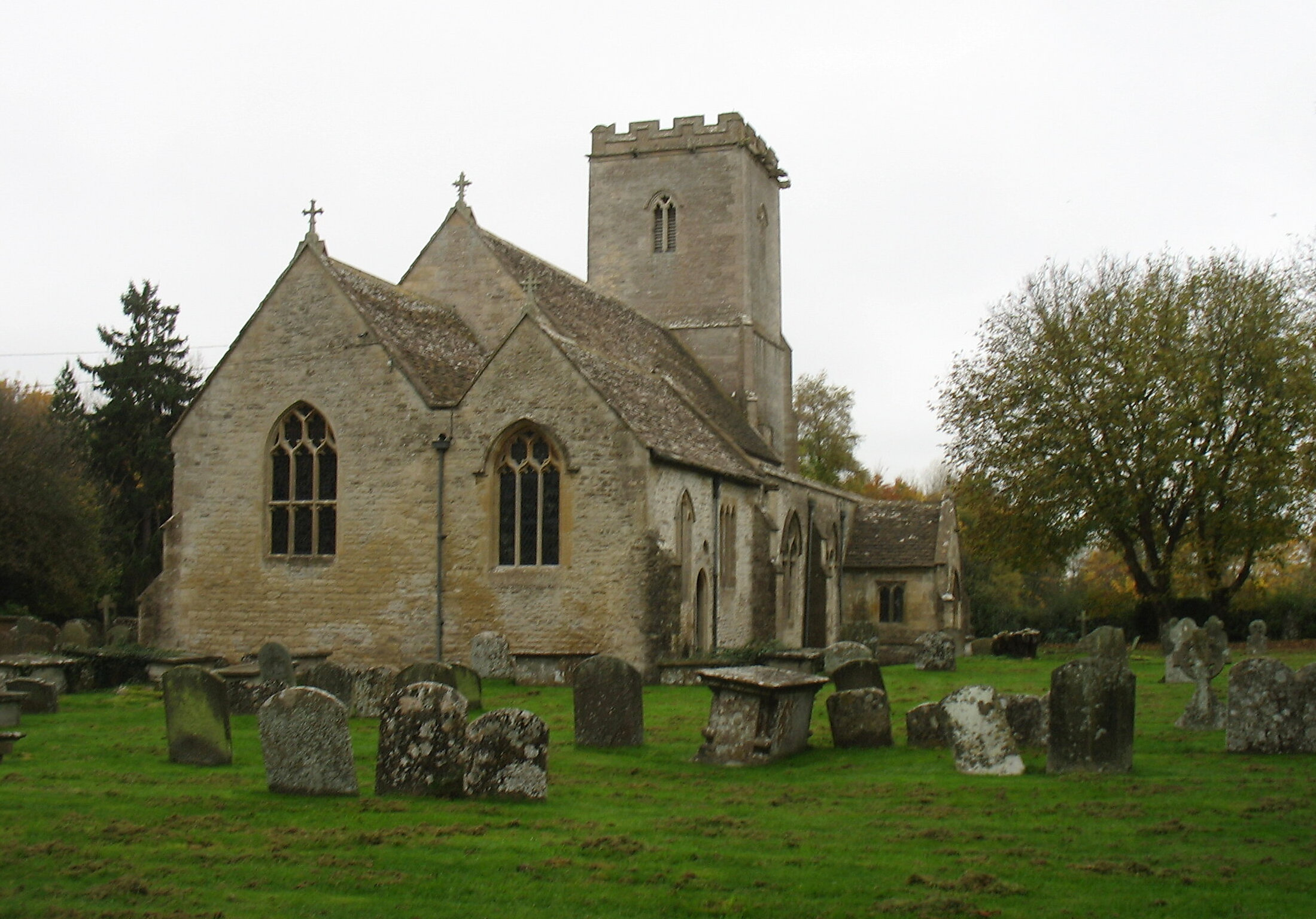
Chiesa di Santa Croce

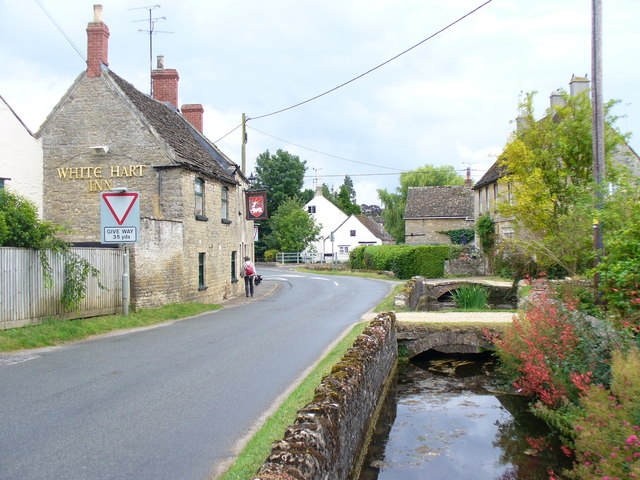
High Road

Il territorio di Ashton Keynes è attraversato da un affluente del Tamigi. Nel medioevo è stata una foresta reale ed era caratterizzata da terra fertile. Ashton Keynes ha sempre sofferto nel corso del tempo di frequenti inondazioni causate dal fiume Tamigi ed a lungo è stata una zona paludosa.

## Storia
In passato ospitò un insediamento legato ad un sistema di campi regolato sin dai tempi dei romani. Nel 1086 il territorio a Essitone fu registrato nel Domesday Book all'interno del centinaio di Cricklade e fu trasferito all'abbazia di Tewkesbury nel 1102. L'abitato è sempre stato molto suddiviso. la Ashton Keynes House è la residenza principale storica. Nel corso dei secoli ha visto passare le antiche tribù britanniche e gli invasori romani. Il villaggio era noto come Aesctum  nell'800 d.C. e divenne poi Essitone nel Domesday Book come nel 1086 e cambiò poi nome ben 10 volte negli anni successivi fino a quando non fu registrato il nome recente. Nel Medioevo tutta questa zona era una foresta reale, fu toccato dalla guerra civile, fu influenzata da Cirencester quando era tenuta dai parlamentari. Nel 1851 nella via principale vi erano 35 case dove vivevano un sarto, un sellaio, un produttore di candele di sego, uno scalpellino, molti guantai e un calzolaio. La scuola fu costruita nel 1870 e una cappella metodista primitiva fu aperta nel 1840, ma in seguito divenne una panetteria. In un locale si vendeva sidro fatto con le mele dei frutteti del villaggio. La maggior parte degli abitanti erano braccianti nelle fattorie locali. Ashton Keynes ha sempre sofferto di inondazioni dal fiume Tamigi che scorre accanto ad High Road. Gli abitanti del villaggio si aspettavano di essere allagati ogni inverno, anche se l'acqua poteva essere controllata e in qualche modo indirizzata aprendo e chiudendo le paratie sul fiume. La gente parlava di tenere aperte la porta sul retro e quella d'ingresso in modo che l'acqua scorresse dritta, e capitava che trenta centimetri d'acqua rimanessero in casa per settimane. Ancora nel 1924, a giugno, 23 bambini furono assenti da scuola quando le case di Derry, appena a sud di Horse and Jockey, erano rimaste bloccate nelle loro camere da letto dopo una notte di temporali. I fossi tutt'intorno al villaggio aiutavano a incanalare l'acqua, ma poiché venivano usati anche come luogo in cui gettare i rifiuti domestici e dei gabinetti c'era sempre un grave problema di salute pubblica.

## Monumenti e luoghi d'interesse
Nel territorio di Ashton Keynes sono presenti alcuni edifici e località di interesse. Tra questi:
- Chiesa di Santa Croce. La chiesa risale al XII secolo, appartiene alla diocesi di Bristol  e dal 17 gennaio 1955 è un monumento classificato di primo grado per il suo particolare interesse storico e architettonico.[4]
- Memoriale dei due conflitti mondiali del XX secolo.[5]